# Romeo Menti
Romeo Menti (* 5. September 1919 in Vicenza; † 4. Mai 1949 in Turin) war ein italienischer Fußballspieler. Er spielte auf der Position des Flügelstürmers und war Mitglied des Grande Torino. 

## Karriere
Zur Saison 1938/39 wechselte Romeo Menti von seinem Heimatklub Vicenza Calcio zum damaligen Serie-B-Verein AC Fiorentina. In der ersten Saison gelang ihm hier gleich der Aufstieg in die Serie A. Hier konnte sich der Verein in den folgenden Saisons auch halten, und in der Saison 1939/40 gewann man sogar die Coppa Italia. In der Saison 1941/42 wechselte Menti dann zur AC Turin hier blieb er bis zur Saison 1945/46, als er für eine Saison wieder nach Florenz zurückkehrte, ehe er erneut zur AC Turin wechselte. 

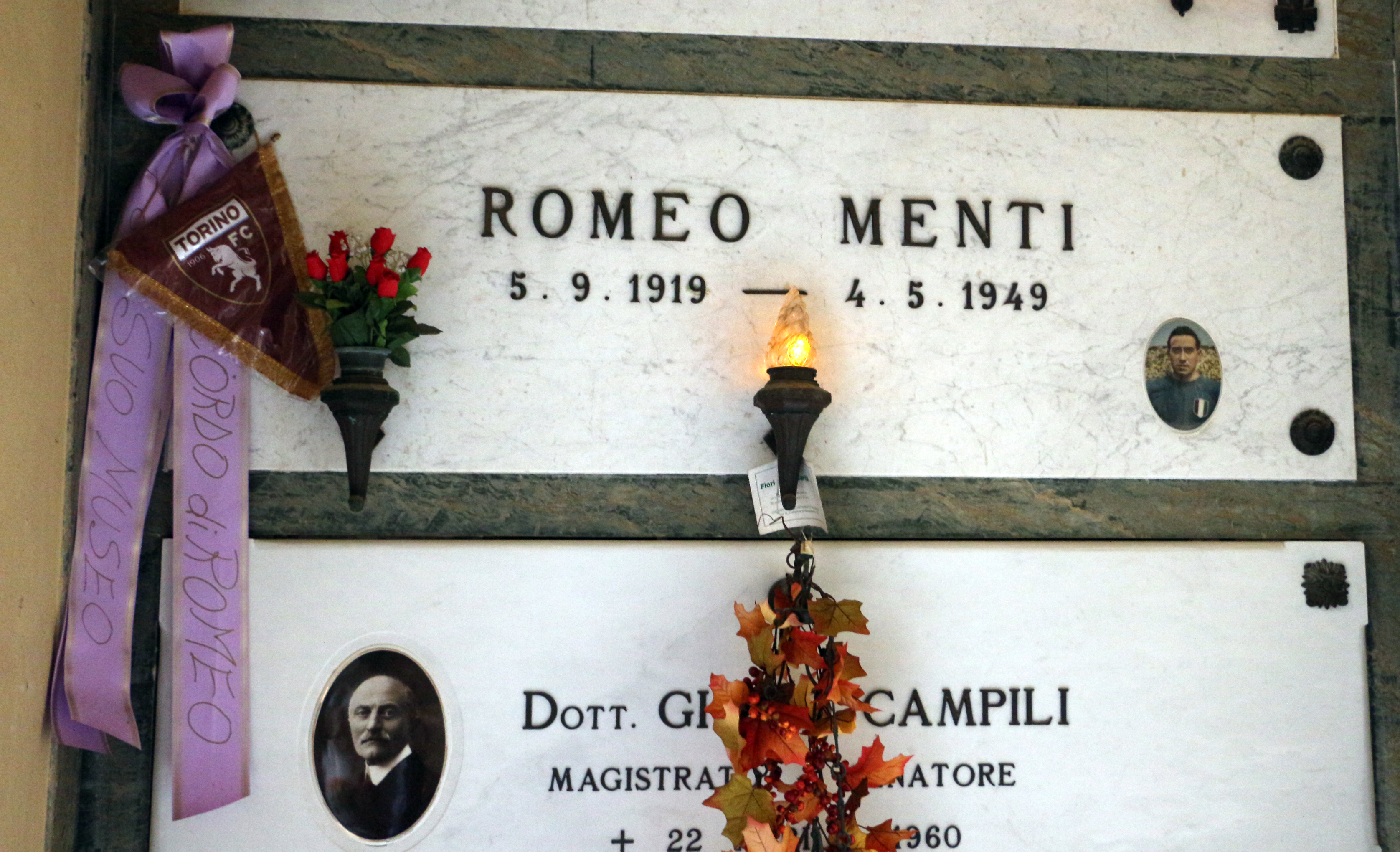
Grabstein von Romeo Menti

Am 4. Mai 1949 starb Romeo Menti beim Flugunfall von Superga. Bei diesem Unfall wurde die Mannschaft des Grande Torino nahezu vollständig ausgelöscht. Er liegt auf dem Cimitero Monumentale della Misericordia in Antella begraben.
Noch im selben Jahr (1949) beschloss der Stadtrat von Vicenza in Andenken an Menti die Umbenennung der Fußballstätte der Stadt in Stadio Comunale Romeo Menti. 

## Erfolge
- Italienische Meisterschaft: 1942/43, 1945/46, 1946/47, 1947/48, 1948/49
- Italienische Serie-B-Meisterschaft: 1938/39
- Coppa Italia: 1939/40, 1942/43